# Straumsfjorden
Straumsfjorden est un détroit situé dans le comté de Troms, au nord de la Norvège. 

## Géographie
Le détroit Straumsfjorden sépare l'île de Kvaløya (Troms) de la péninsule de Malang (Malangshalvøya) liée au continent. Le détroit relie les fjords de Malangen à l'ouest et Balsfjorden à l'est. 
La route départementale 7892 longe le côté sud du fjord, tandis que la route départementale 7764 longe le côté nord.
Le tunnel Ryatunnelen traverse le détroit, reliant Larseng sur Kvaløya à Balsnes sur Malangshalvøya. Sa profondeur est de 87 mètres dessous le niveau de la mer.
Administrativement le détroit est situé sur les municipalités de Tromsø et de Balsfjord.

## Quelques vues du fjord

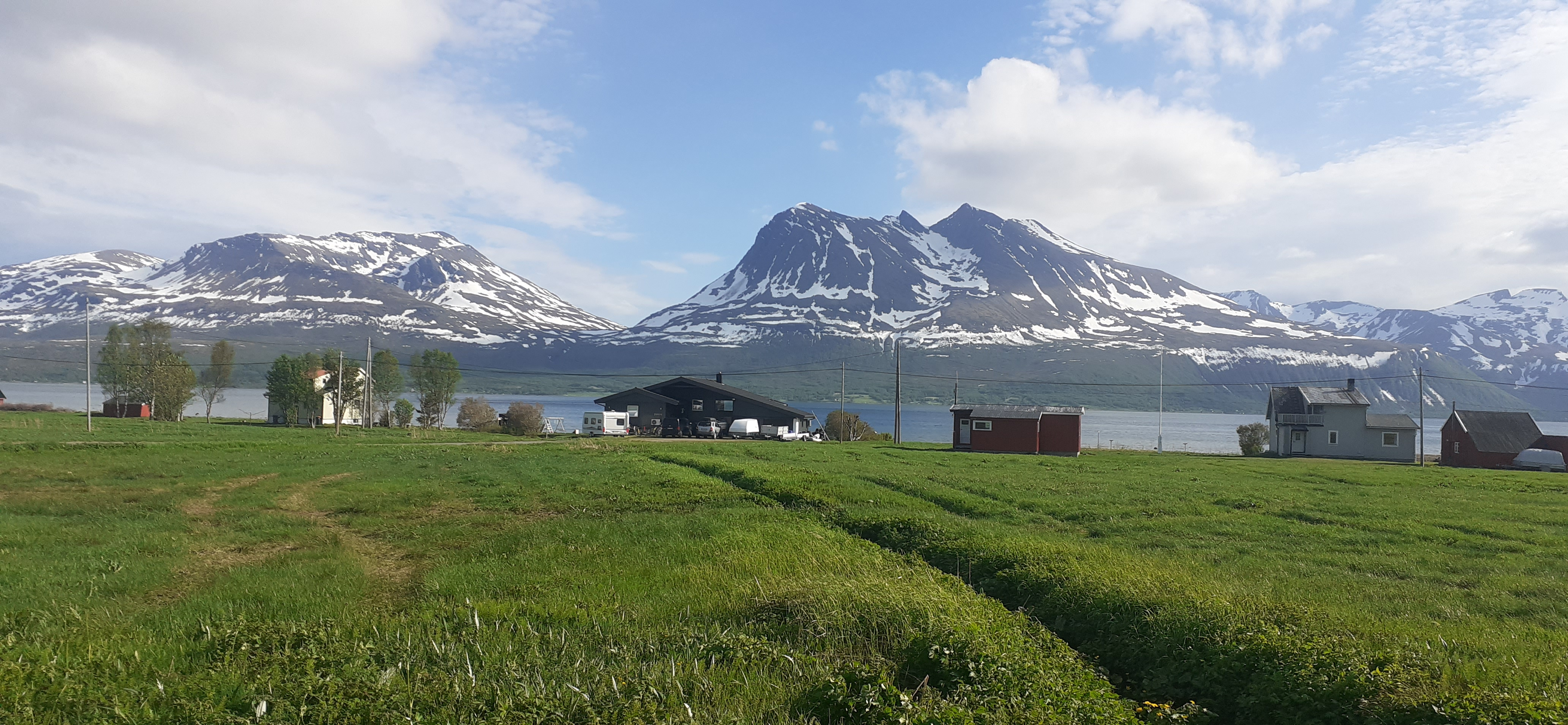
Middagstinden (1103 m) et Bentsjordtinden (1168 m) surplombent le détroit du côté de la péninsule de Malang.
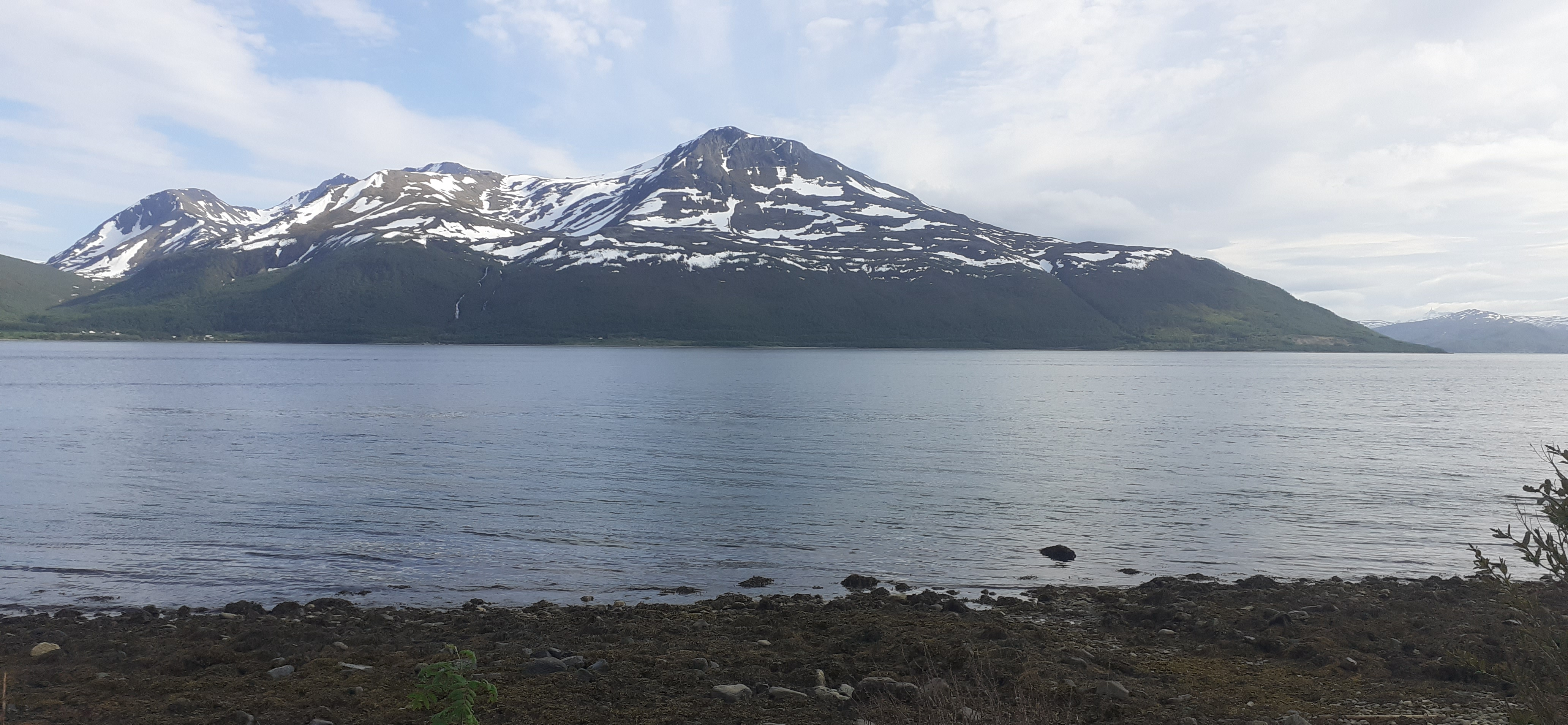
Vue du Straumsfjorden à l'intersection avec le fjord de Malangen depuis Kvaløya. A l'arrière plan le massif du Trollholtinden (983 m), Leirbakktinden (970 m), Blåruttinden (806 m).